# Круглянское сельское поселение (Воронежская область)
Круглянское сельское поселение — муниципальное образование в Каширском районе Воронежской области.
Административный центр — село Круглое.

## Административное деление
Состав поселения:
- село Круглое,
- хутор Михайловка.